# Centaurea seridis
Centaurea seridis es una especie de planta herbácea perenne del género Centaurea en la familia de las Asteraceae. 

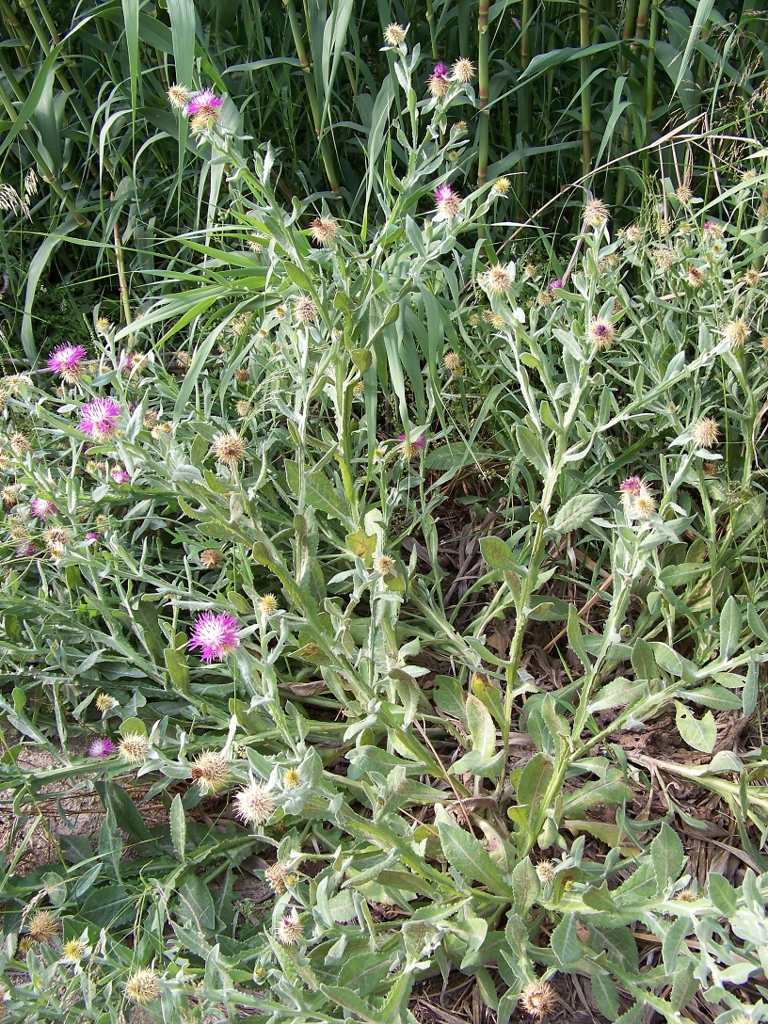
Vista general

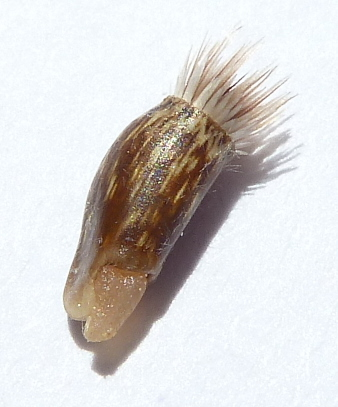
Cipsela

## Descripción
Es una planta herbácea rizomatosa, bastante tomentosa, con tallos alados. Las hojas son grandes (las basales superan los 30 cm de largo y 5 cm de ancho), las superiores son decurrentes sobre el tallo. Los capítulos presentan un involucro esférico grueso (unos 3 cm de diámetro) cuyas brácteas tienen más de 5 espinas rígidas, de igual longitud, que salen de la misma altura y que alcanzan más de 5 mm.

## Distribución y hábitat
Se distribuye por la cuenca mediterránea occidental en herbazales, campos y caminos cercanos al litoral.

## Taxonomía
Centaurea seridis fue descrita por Carlos Linneo y publicado en Species Plantarum, vol. 2, p. 915, 1753.
Etimología
Centaurea: nombre genérico que procede del griego kentauros, hombres-caballos que conocían las propiedades de las plantas medicinales.
seridis: epíteto
Variedades aceptadas
- Centaurea seridis subsp. cruenta (Willd.) Dostál
- Centaurea seridis subsp. maritima (Dufour) Dostál
- Centaurea seridis subsp. sonchifolia (L.) Greuter

Sinonimia
- Calcitrapoides seridis (L.) Holub
- Centaurea seridis var. auriculata (Balb.) Ball
- Centaurea seridis var. calva Maire & Sauvage
- Centaurea seridis var. epapposa Caball.
- Centaurea seridis var. pterocaulos (Pomel) Maire
- Centaurea seridis var. seridis
- Centaurea seridis subsp. seridis
- Centaurea seridis var. sonchifolia (L.) Briq.
- Centaurea seridis var. subferox Pau & Font Quer	Synonym[3]